# Howard Buffett

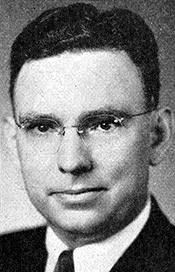
Howard Buffett

Howard Homan Buffett (* 13. August 1903 in Omaha, Nebraska; † 30. April 1964 ebenda) war ein US-amerikanischer Geschäftsmann und Politiker. Der Großinvestor und Unternehmer Warren Buffett ist sein Sohn.

## Leben
Buffett studierte an der University of Nebraska in Lincoln, wo er Mitherausgeber der Zeitung Daily Nebraskan war. Dort lernte er auch seine spätere Frau Leila Stahl kennen, mit der er drei Kinder hatte. Er beendete sein Studium 1925. Im Jahre 1931 gründete er die Broker-Gesellschaft Buffet-Falk & Company.
1942 wurde er als Republikaner in den Kongress gewählt und vertrat dort den Bundesstaat Nebraska vom 3. Januar 1943 bis zum 3. Januar 1949 im Repräsentantenhaus der Vereinigten Staaten. Bei den Wahlen 1948 gelang es ihm nicht, seinen Sitz im Repräsentantenhaus zu verteidigen: Er unterlag dem Demokraten Eugene Daniel O’Sullivan. O’Sullivan wiederum verlor seinen Sitz bei den nächsten Wahlen im Jahr 1950 und Buffett wurde wieder vom 3. Januar 1951 bis zum 3. Januar 1953 Kongressabgeordneter. 1952 trat er dann nicht mehr zur Wahl an.
Buffett widmete sich nun wieder seinen früheren beruflichen Aktivitäten. Er starb am 30. April 1964 in Omaha und wurde auf dem Forest Lawn Memorial Park beigesetzt.